# Frank Solivan
Frank Solivan est un mandoliniste et compositeur américain de musique bluegrass. Il passe une grande partie de sa jeunesse en Alaska, puis s'engage dans l'armée avant de se consacrer entièrement à la musique. Il est reconnu comme l'un des meilleurs mandolinistes dans ce style.
Après deux premiers albums parus sous son seul nom, il s'associe ensuite de façon permanente à trois musiciens (Mike Munford au banjo, Stefan Custodi suivi de Danny Booth puis de Jeremy Middleton à la contrebasse, Lincoln Meyers puis Chris Luquette à la guitare), formant ainsi l'ensemble Frank Solivan & Dirty Kitchen, désormais basé à Washington.

## Discographie
- I am a rambler (Frank Solivan II), 2002 (single : Across The Great Divide)
- Selfish tears (Frank Solivan II), 2006
- Frank Solivan & Dirty Kitchen (Frank Solivan & Dirty Kitchen), 2010
- On the edge (Frank Solivan & Dirty Kitchen), 2013
- Cold Spell (Frank Solivan), 2015
- Family, Friends & Heroes (Frank Solivan & Dirty Kitchen), 2016